# Parasemolea boliviana
Parasemolea boliviana là một loài bọ cánh cứng trong họ Cerambycidae.